# Bettmeralp
Bettmeralp je obec v okrese Östlich Raron v německy mluvící části kantonu Valais ve Švýcarsku. Žije zde 462 obyvatel. Vznikla 1. ledna 2014 sloučením obcí Betten a Martisberg. Před sloučením byl Bettmeralp název pro vesnici a lyžařské středisko. V zimě je součástí lyžařského areálu Aletsch Arena.

## Geografie

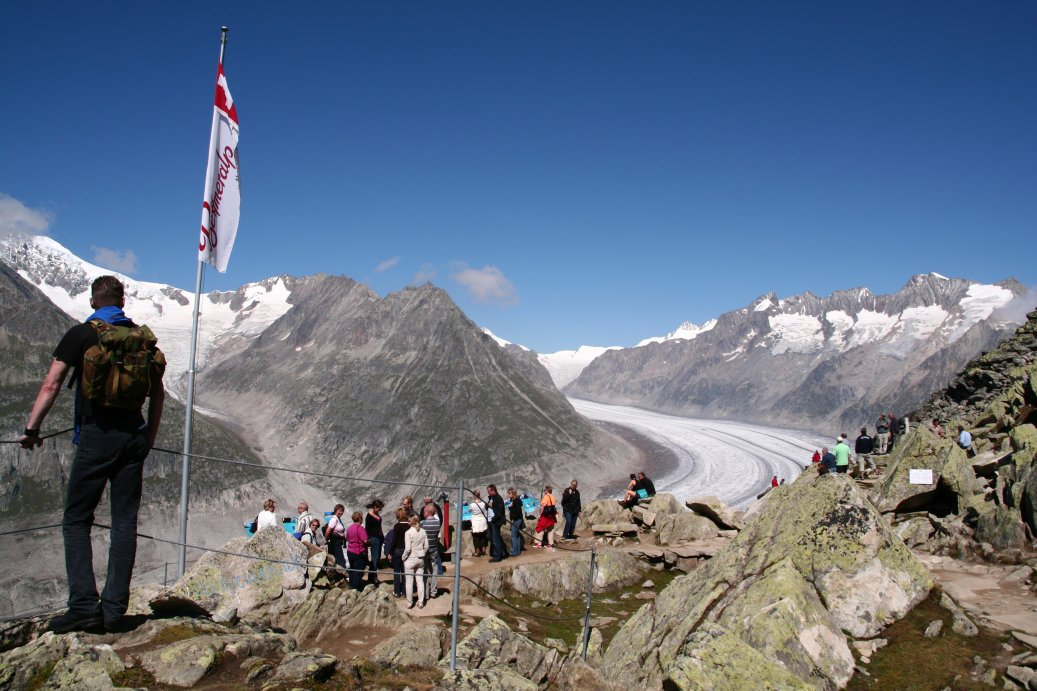
Aletschgletscher s vrcholem Bettmerhorn

Bettmeralp se nachází v Bernských Alpách na severním svahu nad údolím Rhôny v Horním Valais a skládá se ze tří vesnic: hlavní obec Betten, kterou tvoří vesnice Egga a Dorf (1203 m n. m.), stejnojmenné rekreační středisko Bettmeralp (1948 m n. m.) a obec Martisberg (1367 m n. m.), která vznikla z hlavní osady Hittubodu a bývalého centra obce Derfji. Obec je součástí světového dědictví Unesco (oblast Švýcarské Alpy Jungfrau-Aletsch), nejvyšší bod je 4193 m na Aletschhornu na hranici s Naters. Obec je obklopena horami Dreieckhorn (3811 m), Olmenhorn (3314 m), Eggishorn (2926 m) a Bettmerhorn (2872 m). Nad Bettmeralpem se nachází v nadmořské výšce 2006 metrů jezero Bettmersee.
Bettmeralp sousedí na severu s obcí Fieschertal, na východě s Fieschem a Laxem, na jihu s Grengiolsem a Mörel-Filetem a na západě s obcemi Riederalp a Naters.

## Historie

Bettmeralp (1912)

Z místních částí obce je Martisberg poprvé zmiňován roku 1311 jako Martisperg a Betten roku 1243 jako Bettan; v té době byla obec spolu s Goppisbergem součástí okrsku Östlich-Raron. V roce 1571 byla na Bettmeralpu (tehdy Terpetsch) postavena kaple sv. Anny, o 125 let později kaple Panny Marie Sněžné. V roce 1748 zde byla zřízena fara, která však byla obsazena až o 17 let později. Požáry vesnice byly zaznamenány v letech 1676 a 1853. V 19. století se zejména v obci Martisberg zvedla vlna vystěhovalectví, mnoho obyvatel odešlo do Argentiny. S nástupem turistického ruchu začala ve 30. letech 20. století rychlá proměna zemědělské obce v rekreační středisko a hospodářský život se v průběhu století stále více přesouval do Bettmeralpu. Na začátku roku 2014 vznikla sloučením bývalých obcí Betten a Martisberg obec Bettmeralp.

## Obyvatelstvo
| Rok            | 1850 | 1880 | 1900 | 1930 | 1950 | 1980 | 2000 |
| Počet obyvatel | 294  | 350  | 311  | 287  | 373  | 494  | 449  |

## Turismus a pamětihodnosti

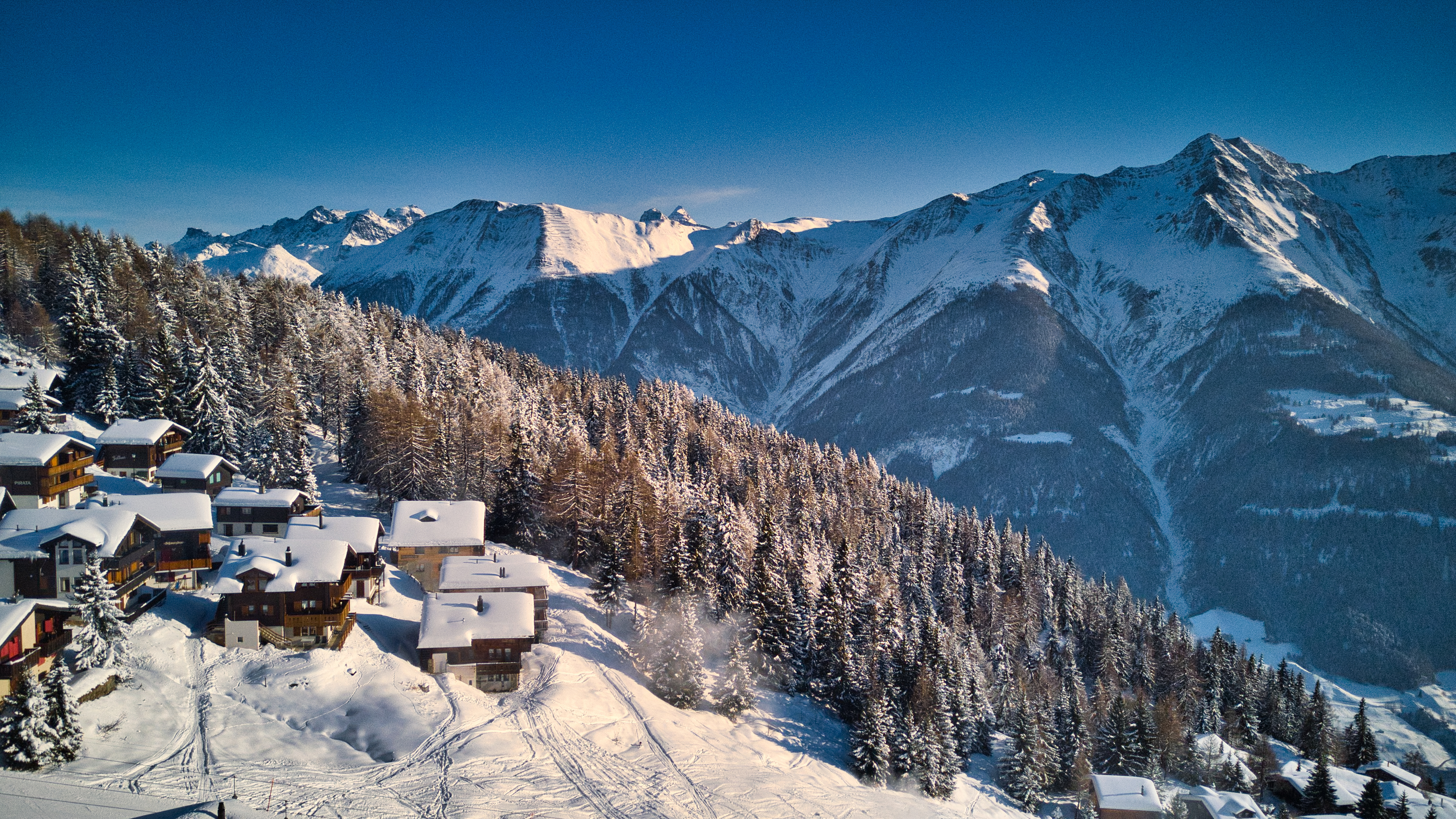
Bettmeralp v zimě

Bettmeralp je známý především jako rekreační středisko. Díky blízkosti Aletschského ledovce, největšího svého druhu v Alpách, a atraktivnímu lyžařskému areálu s výhledem na Dom a Matterhorn je Bettmeralp známou destinací zimních sportů.
Za návštěvu stojí také Aletschský les s nejstaršími stromy ve Švýcarsku, jezero Bettmersee a kaple Panny Marie Sněžné v samotné obci.
Celá lokalita Eggen patří do Švýcarského kulturního dědictví. 

## Doprava
V Bettmeralp, stejně jako ve střediscích Fiescheralp a Riederalp, které jsou situaovány na stejné terase, je vyloučen provoz automobilů. Přístupný je lanovkou s dolní stanicí u vlakového nádraží Matterhorn Gotthard Bahn v Bettenu. Z Bettmeralp vede další lanovka do blízkosti vrcholu Bettmerhorn, ležícího přímo na ledovci Aletschgletscher.
Zajímavostí je, že pomocí lanovky se přepravuje i popelářský vůz, který proto může při každém odvozu odvézt pouze náklad o hmotnosti dvou tun.

## Panorama
Vesnice:
Bettmersee:
Aletschgletscher

## Fotogalerie

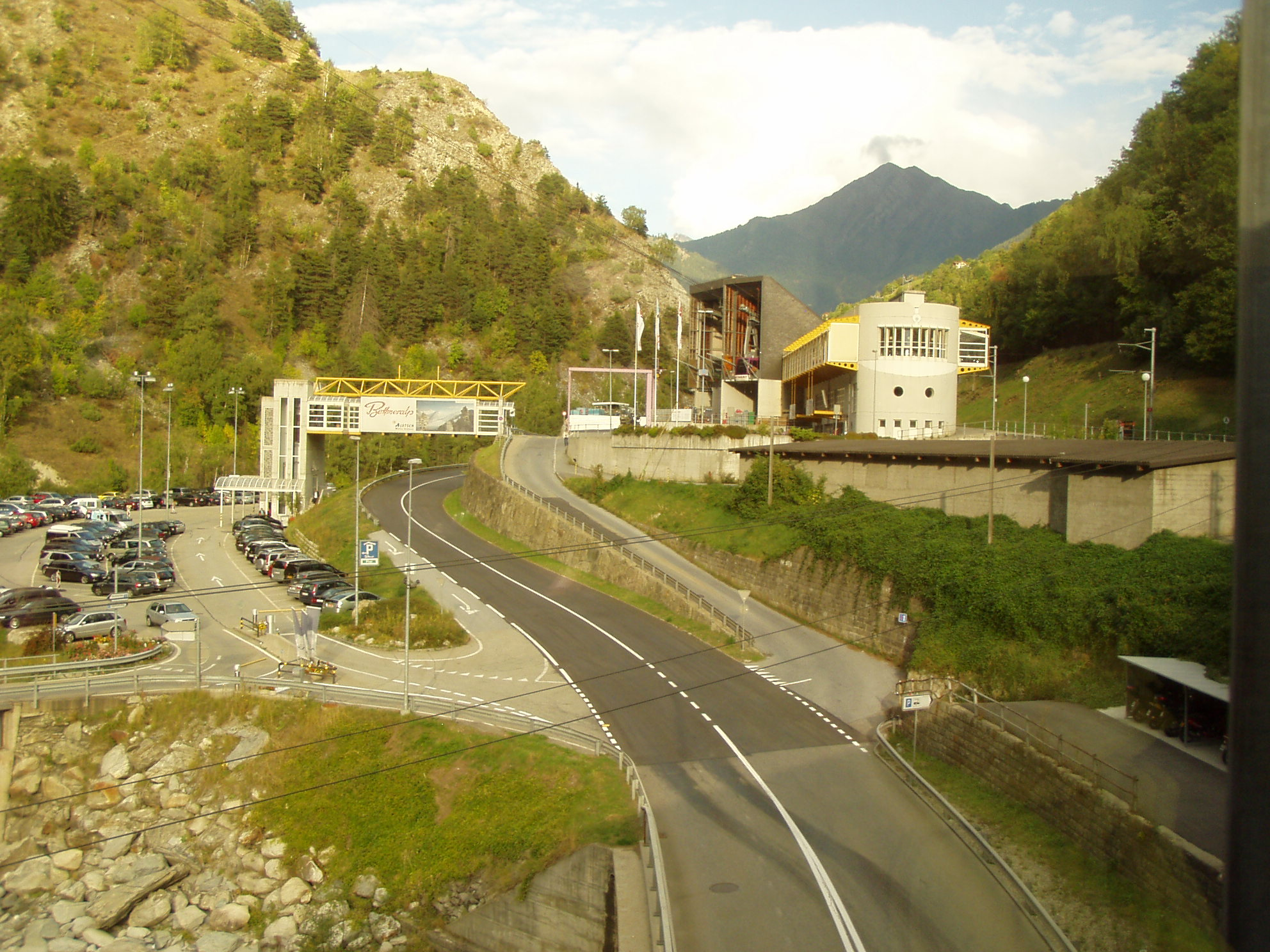
Betten - nádraží MGB a dolní stanice lanovky
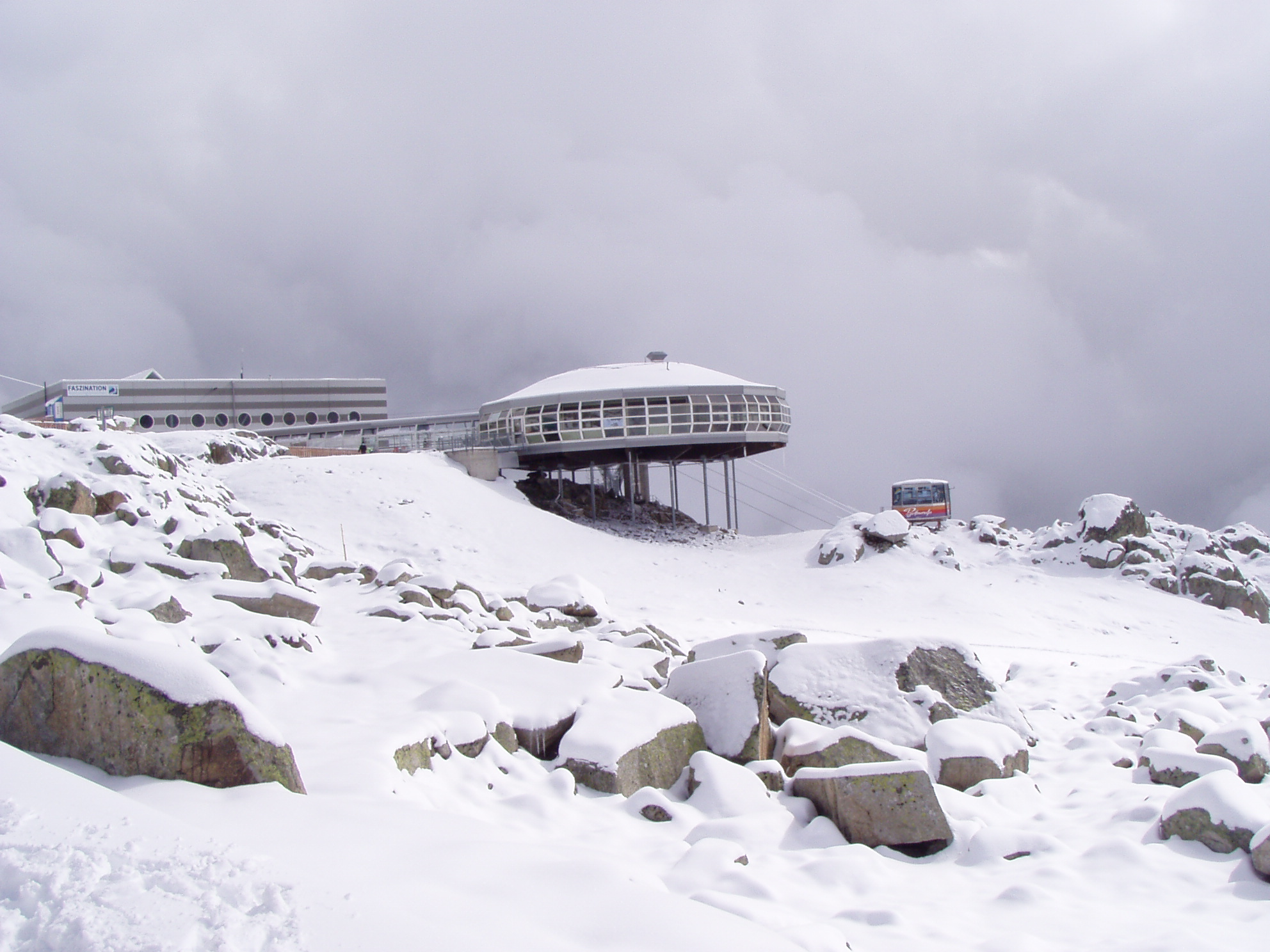
Bettmerhorn - horní stanice lanovky a restaurace
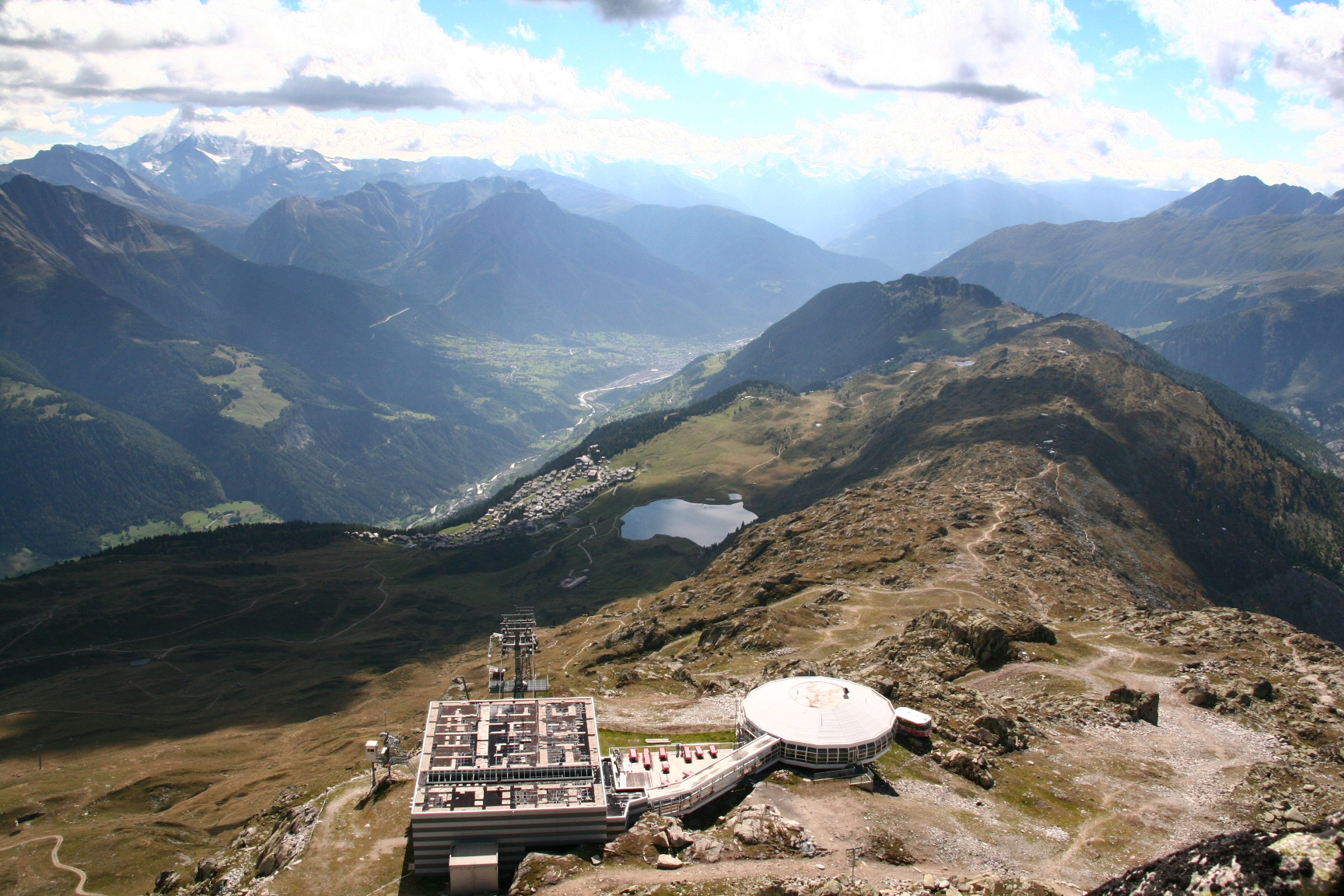
Bettmeralp z Bettmerhornu
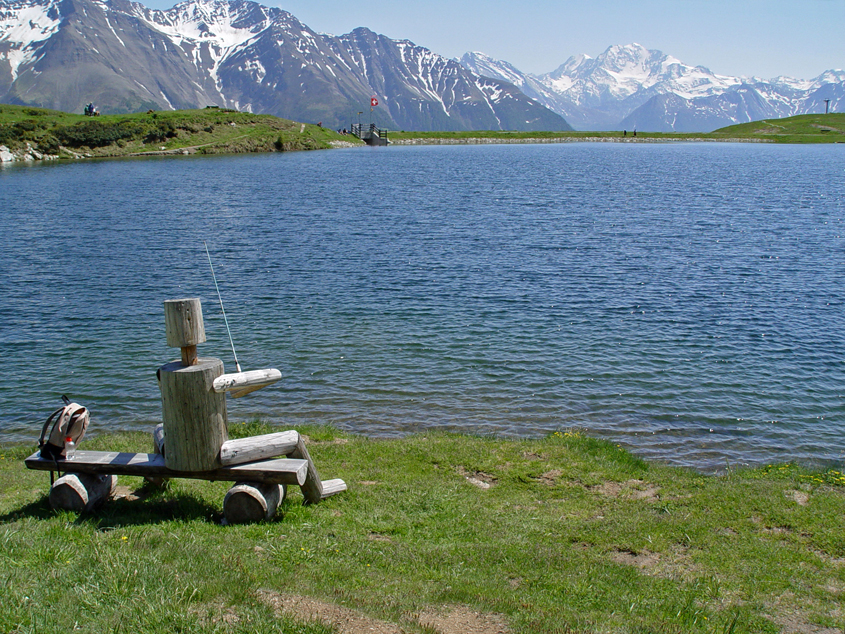
Bettmersee
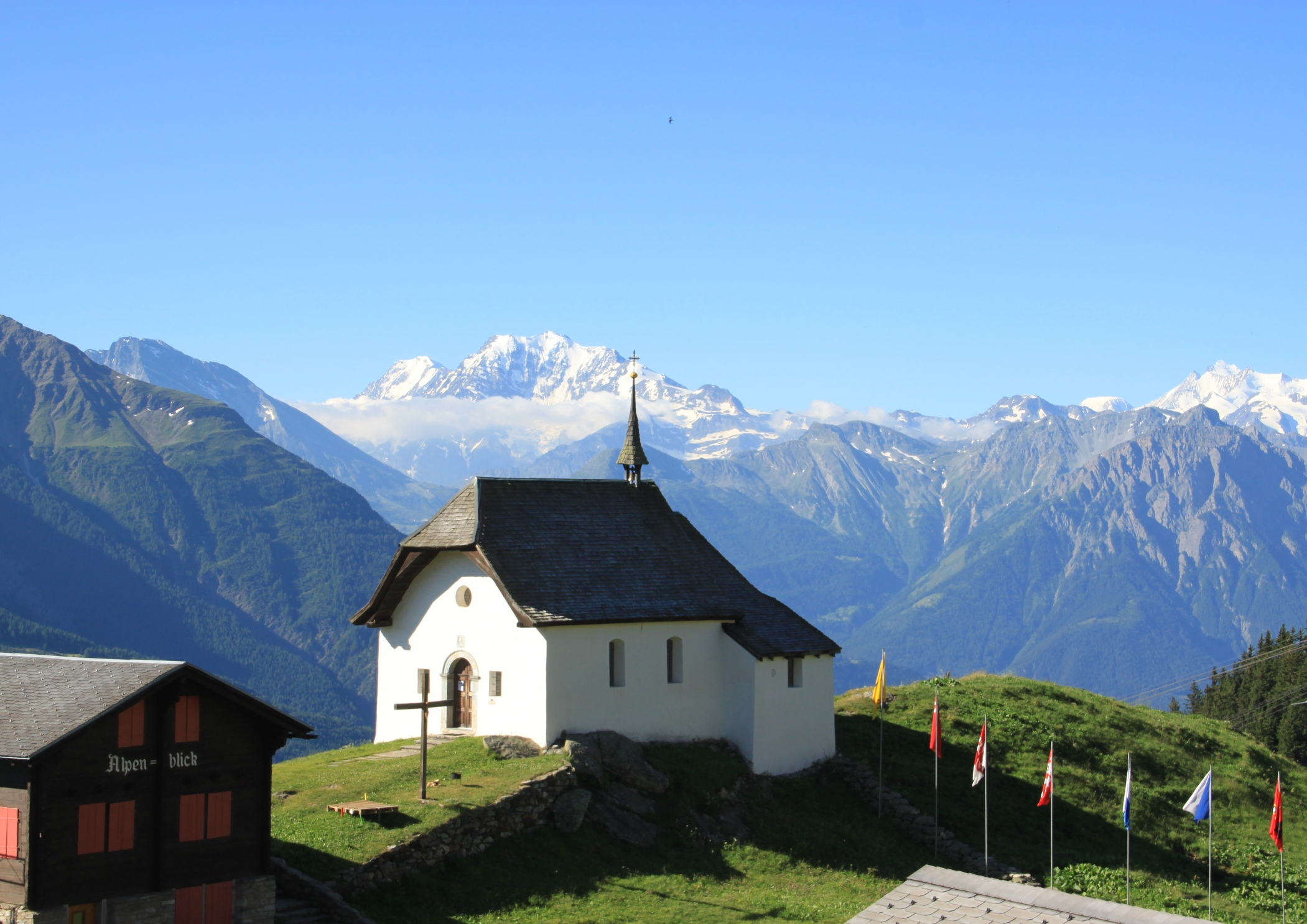
Kaple Panny Marie Sněžné